# Saison 9 de Bob's Burgers
Chronologie
Saison 8 Saison 10
La neuvième saison de la série télévisée d'animation Bob's Burgers est diffusée aux États-Unis entre le 30 septembre 2018 et le 12 mai 2019 sur la Fox. Elle comporte vingt-deux épisodes.
En France, elle est disponible depuis le 1er août 2020 sur le service de vidéos à la demande Fox Play. Par ailleurs, elle est diffusée sur MCM à partir du 1er février 2020.

## Épisodes
| № | #  | Titre                                                                  | Réalisation    | Scénario                                  | Première diffusion                 | Code de prod. | Audiences |
| --- | -- | ---------------------------------------------------------------------- | -------------- | ----------------------------------------- | ---------------------------------- | ------------- | --------- |
| 151 | 1  | Damon-Ogamie Just One of the Boyz 4 Now for Now                        | Ian Hamilton   | Lizzie Molyneux et Wendy Molyneux         | 30 septembre 2018 1er février 2020 | 8ASA06        | 2,47      |
| Tina se rend à une audition dans l'espoir d'y rencontrer l'homme de sa vie. Teddy demande à sa famille de s'occuper de son bébé rat...                            |    |                                                                        |                |                                           |                                    |               |           |
| 152 | 2  | Le casse du siècle The Taking of Funtime One Two Three                 | Chris Song     | Justin Hook                               | 7 octobre 2018 1er février 2020    | 7ASA13        | 3,08      |
| Louise et les autres enfants veulent gagner un prix. Teddy demande à Bob et Linda de surveiller un poulet...                                                      |    |                                                                        |                |                                           |                                    |               |           |
| 153 | 3  | Entrepreneurs en herbe Tweentrepreneurs                                | Ryan Mattos    | Greg Thompson                             | 14 octobre 2018 1er février 2020   | 8ASA09        | 2,14      |
| Louise, Tina et Gene rejoignent un club de jeunes entrepreneurs à l'école. Bob et Linda ont affaire à un indélicat qui laisse ses amies payer ses repas...        |    |                                                                        |                |                                           |                                    |               |           |
| 154 | 4  | Cauchemar sur Ocean Avenue Nightmare on Ocean Avenue Street            | Tyree Dillihay | Dan Fybel                                 | 21 octobre 2018 1er février 2020   | 8ASA07        | 2,80      |
| Les enfants enquêtent sur un voleur de bonbons d'Halloween. Pendant ce temps, Teddy a des soucis avec un autre homme à tout faire...                              |    |                                                                        |                |                                           |                                    |               |           |
| 155 | 5  | Vivre et laisser voler Live and Let Fly                                | Chris Song     | Rich Rinaldi                              | 4 novembre 2018 7 février 2020     | 8ASA11        | 3,16      |
| Les enfants veulent prendre leur revanche sur Mr Frond, qui les mis dans l'embarras. Linda et Bob, de leur côté, participent à un concours d'avion en papier...   |    |                                                                        |                |                                           |                                    |               |           |
| 156 | 6  | Bobby Driver                                                           | Ryan Mattos    | Scott Jacobson                            | 11 novembre 2018 8 février 2020    | 8ASA12        | 2,23      |
| Bob se retrouve par accident conducteur en fuite. Pendant ce temps, les enfants organisent une soirée sur le thème de Gatsby le magnifique...                     |    |                                                                        |                |                                           |                                    |               |           |
| 157 | 7  | La dinde graciée I Bob Your Pardon                                     | Chris Song     | Nora Smith                                | 18 novembre 2018 8 février 2020    | 8ASA08        | 2,91      |
| Les Belcher tentent de sauver une dinde, menacée par le maire...                                                                                                  |    |                                                                        |                |                                           |                                    |               |           |
| 158 | 8  | Comme sur des roulettes Roller? I Hardly Know Her!                     | Kev Wotton     | Lizzie Molyneux et Wendy Molyneux         | 25 novembre 2018 8 février 2020    | 8ASA13        | 1,97      |
| Le meilleur ami de Gene lui pose un lapin pour aller faire du roller avec une fille. Un client inquiétant se présente au restaurant...                            |    |                                                                        |                |                                           |                                    |               |           |
| 159 | 9  | Objet parlant non identifié UFO No You Didn't                          | Tyree Dillihay | Steven Davis                              | 2 décembre 2018 8 février 2020     | 8ASA14        | 2,99      |
| Le travail pratique de science de Tina lui permet d'entrer en contact avec des extraterrestres...                                                                 |    |                                                                        |                |                                           |                                    |               |           |
| 160 | 10 | Luge qui peut Better Off Sled                                          | Ian Hamilton   | Holly Schlesinger                         | 9 décembre 2018 14 février 2020    | 8ASA10        | 4,35      |
| Les enfants se battent contre des adolescents. Bob, lui, aide Linda a préparer Noël...                                                                            |    |                                                                        |                |                                           |                                    |               |           |
| 161 | 11 | Huiles non essentielles Lorenzo's Oil? No, Linda's                     | Chris Song     | Jon Schroeder                             | 6 janvier 2019 15 février 2020     | 8ASA16        | 2,21      |
| Linda ne peut plus se passer de ses huiles essentielles. Pendant ce temps, Bob et Teddy donnent un coup de main à monsieur Higgins...                             |    |                                                                        |                |                                           |                                    |               |           |
| 162 | 12 | La chasse à l'amour The Helen Hunt                                     | Ryan Mattos    | Dan Fybel                                 | 13 janvier 2019 15 février 2020    | 8ASA17        | 4,89      |
| Les Belcher aident Teddy à séduire la fille de ses rêves, mais Tina pense lui avoir trouvé un meilleur parti...                                                   |    |                                                                        |                |                                           |                                    |               |           |
| 163 | 13 | Un film, trois histoires et au lit Bed, Bob & Beyond                   | Ian Hamilton   | Kelvin Yu                                 | 10 février 2019 15 février 2020    | 8ASA15        | 1,66      |
| Les enfants font tout pour sauver la soirée de Saint-Valentin de leurs parents...                                                                                 |    |                                                                        |                |                                           |                                    |               |           |
| 164 | 14 | Recherche cavalier désespérement Every Which Way but Goose             | Kev Wotton     | Holly Schlesinger                         | 17 février 2019 15 février 2020    | 8ASA18        | 2,18      |
| Tina a pour nouvelle amie une dinde. Linda, de son côté, aide Gretchen à trouver l'âme sœur...                                                                    |    |                                                                        |                |                                           |                                    |               |           |
| 165 | 15 | Principale d'un jour The Fresh Princ-ipal                              | Tyree Dillihay | Greg Thompson                             | 3 mars 2019 21 février 2020        | 8ASA19        | 1,98      |
| Louise remporte un concours pour devenir proviseur d'un jour dans son école. Bob n'arrive plus à retourner les steaks de ses burgers...                           |    |                                                                        |                |                                           |                                    |               |           |
| 166 | 16 | Congé forcé Roamin' Bob-iday                                           | Ian Hamilton   | Lizzie Molyneux-Logelin et Wendy Molyneux | 10 mars 2019 22 février 2020       | 8ASA20        | 2,00      |
| Bob profite de son jour de congé pour aller travailler dans une sandwicherie du quartier...                                                                       |    |                                                                        |                |                                           |                                    |               |           |
| 167 | 17 | Touche pas à mon blob What About Blob?                                 | Chris Song     | Rich Rinaldi                              | 17 mars 2019 22 février 2020       | 8ASA21        | 2,08      |
| Gene parvient à convaincre Tina et Louise de l'aider à sauver un blob, menacé par la construction d'une marina...                                                 |    |                                                                        |                |                                           |                                    |               |           |
| 168 | 18 | Duel de marionnettes If You Love It So Much, Why Don't You Marionette? | Ryan Mattos    | Katie Crown                               | 24 mars 2019 22 février 2020       | 8ASA22        | 2,03      |
| Les enfants assistent à un spectacle de marionnettes. Louise visite les coulisses...                                                                              |    |                                                                        |                |                                           |                                    |               |           |
| 169 | 19 | Fan d'un jour, Bob toujours Long Time Listener, First Time Bob         | Ian Hamilton   | Scott Jacobson                            | 7 avril 2019 22 février 2020       | 8ASA23        | 1,76      |
| Bob rencontre son héros : un animateur de radio qui travaille au bowling du quartier et refuse tout compromis...                                                  |    |                                                                        |                |                                           |                                    |               |           |
| 170 | 20 | Cours, Gene, cours The Gene Mile                                       | Tyree Dillihay | Steven Davis                              | 28 avril 2019 28 février 2020      | 8ASA24        | 1,84      |
| Les enfants doivent participer au cross scolaire alors qu'est organisée une journée «glace gratuite». Ils tentent de quitter l'épreuve sans se faire remarquer... |    |                                                                        |                |                                           |                                    |               |           |
| 171 | 21 | ADPE, vous avez dit ADPE ? P.T.A. It Ain't So                          | Ian Hamilton   | Kelvin Yu                                 | 5 mai 2019 29 février 2020         | 8ASA25        | 1,58      |
| Linda rejoint l'association des parents d'élèves de l'école et découvre des pratiques scandaleuses...                                                             |    |                                                                        |                |                                           |                                    |               |           |
| 172 | 22 | Pas sans mon Zeke Yes Without My Zeke                                  | Chris Song     | Jon Schroeder                             | 12 mai 2019 29 février 2020        | 8ASA26        | 1,48      |
| Les enfants tentent d'aider Zeke à bien se comporter afin qu'il ne soit pas obligé de changer d'école...                                                          |    |                                                                        |                |                                           |                                    |               |           |